# Vjatsjeslav Volodin

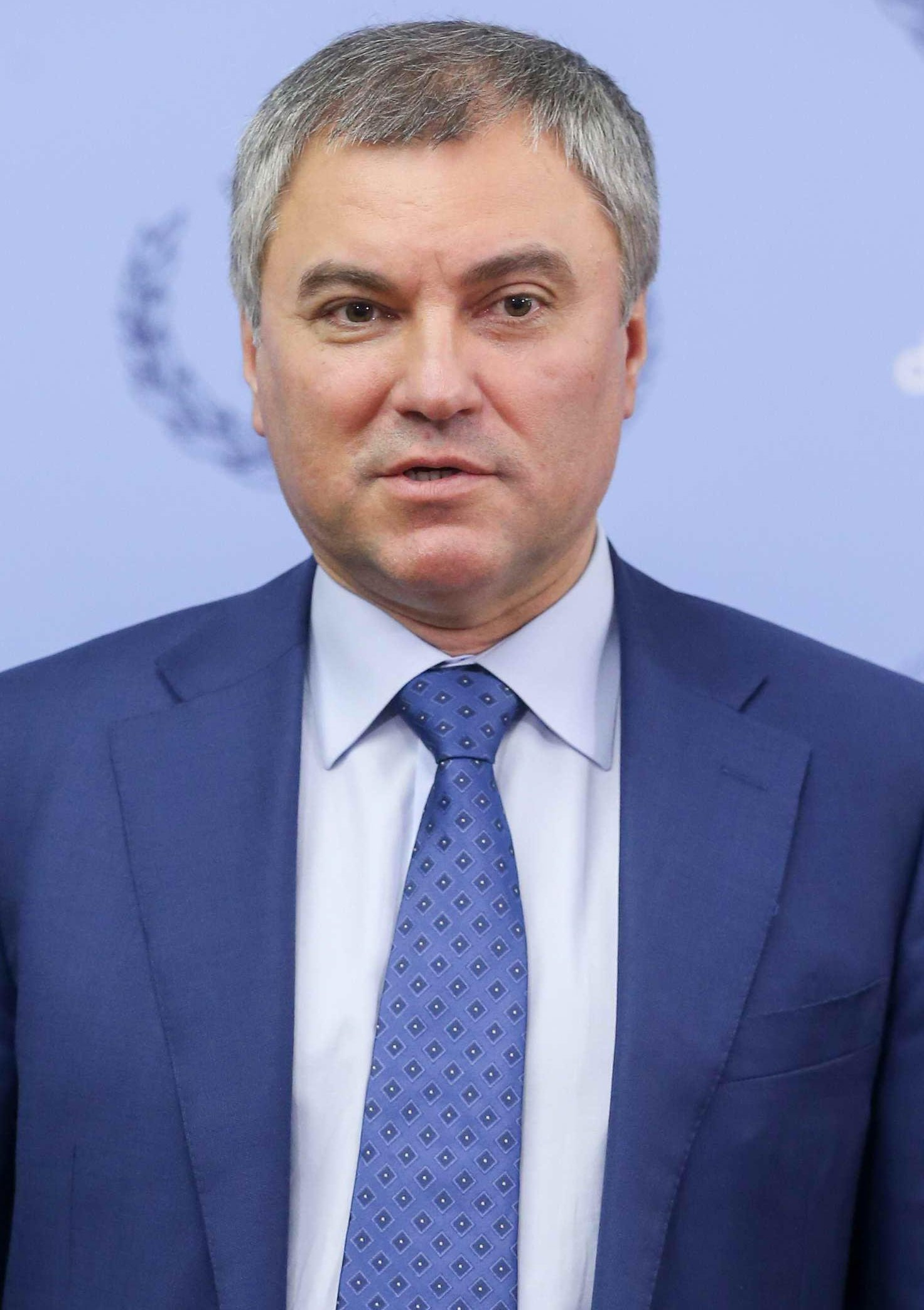
Vjatsjeslav Volodin (2018)

Vjatsjeslav Viktorovitsj Volodin (Russisch: Вячесла́в Викторович Воло́дин, Aleksejevka, oblast Saratov, 4 februari 1964) is een Russisch politicus. Sinds 5 oktober 2016 is hij de voorzitter van de Staatsdoema.
Van 2011 tot 2016 was hij de eerste plaatsvervangend chef van de presidentiële staf van president Vladimir Poetin. Ook was hij secretaris-generaal van de partij Verenigd Rusland. Van 2010 tot 2012 was hij plaatsvervangend premier van Rusland.
Volodin, opgeleid tot jurist en technisch ingenieur, maakte in 1990 zijn debuut in de Russische politiek toen hij bij de eerste democratische regionale verkiezingen werd verkozen in de gemeenteraad van Saratov. Bij de landelijke verkiezingen van 1999 werd hij verkozen in de Staatsdoema, als onderdeel van het politieke blok Vaderland - Heel Rusland. In 2003 en 2007 werd hij herkozen. Sinds 2001 maakt hij deel uit van het destijds opgerichte partij Verenigd Rusland. In 2005 werd hij benoemd tot secretaris-generaal van de partij, waarmee hij een grote invloed kreeg op de partijkoers en de selectie van de kandidaatsvolksvertegenwoordigers.
In 2011 volgde hij Vladislav Soerkov op als eerste plaatsvervangend stafchef van de presidentiële uitvoerende macht. Volodin kreeg onder meer de taak om het kiesproces te herstructureren.
Na de verkiezingen van 2016 werd Volonin naar voren geschoven als voorzitter van de Doema. Hij werd de opvolger van Sergey Narisjkin, die verhuisde naar de Russische Veiligheidsdienst.